# Медаль «Громадянські заслуги» (Молдова)
Медаль «Громадянські заслуги» — державна медаль Республіки Молдова, яка вручається указом президента за особливі заслуги в усіх сферах соціально-економічної діяльності з 1992 року.

## Історія
Правова основа для створення та надання цієї нагороди міститься в законі, підписаному (Закон № 1123) Президентом Республіки Молдова Мірче Снєгуром 30 липня 1992 року, який пізніше кілька разів змінювався.

## Опис

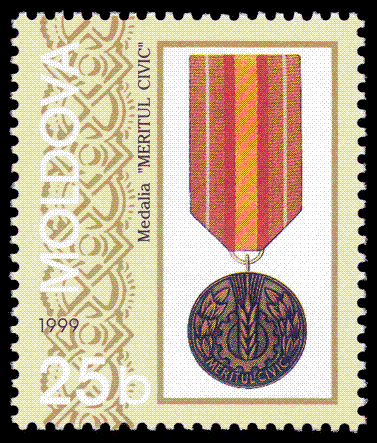
Медаль «Громадянські заслуги» на марці Молдови 1999 року

Медаль «Громадянські заслуги» виготовлена з томпаку у формі кола діаметром 30 мм. На аверсі медалі рельєфне зображення зубчастого колеса, що обрамляє колос. У нижній частині кола рельєфно надруковано напис «Meritul Civic» (Громадянська заслуга), у верхній частині симетрично розташовані лаврові гілки.
Медаль кріпиться до заколки за допомогою кільця. Заколка обтягнута муаровою стрічкою шириною 25 мм із симетричними золотистими, білими, золотистими, червоними смугами та жовтою смугою посередині.